# Myrocarpus
Genre
Classification phylogénétique
Myrocarpus est un genre de plantes à fleurs dicotylédones de la famille des Fabaceae, sous-famille des Faboideae, originaire d'Amérique du Sud, qui comprend cinq espèces acceptées.

## Liste d'espèces
Selon The Plant List (4 novembre 2018) :
- Myrocarpus emarginatus A.L.B. Sartori & A.M.G. Azevedo
- Myrocarpus fastigiatus Allemao
- Myrocarpus frondosus Allemao
- Myrocarpus leprosus Pickel
- Myrocarpus venezuelensis Rudd